# Duizenden
Duizenden, schoppenvrouwen of zwarte wijven is een kaartspel voor bij voorkeur vier personen die ieder voor zich kaarten. Er wordt gespeeld met twee complete kaartspellen inclusief joker. Het spel lijkt op Rummikub, maar wordt gespeeld met kaarten in plaats van een specifieke spelset.

## Spelverloop
Er wordt gespeeld met twee complete kaartspellen. Iedere speler krijgt 13 kaarten. De resterende kaarten liggen opgestapeld met de spelzijde naar beneden in het midden van de tafel, de stok. Eén kaart ligt zichtbaar naast deze stapel.
Per ronde begint een andere speler. Er wordt gespeeld met de klok mee. De beginnende speler mag de open kaart nemen of een kaart van de stapel pakken. Wanneer de speler de open kaart neemt, legt diegene een kaart uit zijn hand terug. Dit heet ruilen. De volgende speler krijgt dan dezelfde keus. Dit gaat door totdat een speler de open kaart niet wil en een kaart van de stapel pakt. De speler draait de open kaart om met de speelzijde naar beneden. Deze stapel is nu de weggooistapel, ook wel de pot. De speler mag nu een of meerdere setjes kaarten van minimaal 30 punten in totaal spelen. Een set bestaat uit minimaal drie kaarten, die ofwel opeenvolgend van dezelfde soort zijn (bijvoorbeeld klaverdrie, -vier en -vijf), ofwel dezelfde letter/cijfer hebben (bijv. klavervier, hartenvier, ruitenvier). Setjes worden open op tafel gelegd. Aan het einde van de beurt moet de speler een kaart uit diens hand op de weggooistapel leggen, zodanig dat alleen de bovenste kaart zichtbaar is. Vanaf nu mogen spelers alleen een kaart pakken van de stok, totdat zij een combinatie van setjes gespeeld hebben met een minimale waarde van 30 punten. Na iedere beurt moet een kaart op de weggooistapel gelegd worden, tenzij men geen kaarten meer heeft aan het eind van de beurt.

### Het pakken van de pot
Wanneer een speler de kaart die de vorige speler weggegooid heeft, kan gebruiken met minimaal twee kaarten uit de eigen hand en al 30 punten op tafel heeft liggen (dus al ‘op tafel ligt’), dan mag deze speler dit setje open op tafel leggen. Daarna moet deze speler ook de rest van de weggooistapel nemen. Met deze kaarten mogen nieuwe setjes gemaakt worden, ook zonder het gebruik van kaarten uit de hand. Kaarten die niet op tafel gelegd worden houdt de speler in de hand om mee verder te spelen.

### Uit gaan
Een speler is uit als diegene geen kaarten meer in de hand heeft. Kaarten kunnen gespeeld worden als setjes, als aansluiters aan setjes die al op tafel liggen, of als weggooikaart. In de beurt dat een speler uit gaat, hoeft er niet per se weggegooid te worden, maar als een speler de laatste kaart uit de hand weggooit, is deze speler uit.
Zodra een speler uit is, stopt de ronde. Alle spelers tellen nu hun punten op. Dit is wel de kinderversie. De volwassenversie is een laatste kaart weggooien verplicht.

### Puntentelling
Per ronde telt elke speler de punten op die in het spel zijn. Gespeelde kaarten op tafel zijn pluspunten, alle kaarten in de hand zijn minpunten. De punten worden bijgehouden en de speler die als eerste duizend punten heeft, wint het spel (vandaar de naam ‘Duizenden’):
- 2 t/m 9: 5 punten
- 10, boer, vrouw, heer: 10 punten
- aas: 20 punten
- joker: 25 punten
- schoppenvrouw: 100 punten

### Verder geldt het volgende
- Een joker mag gebruikt worden als vervanger van elke kaart in een setje.
- Een setje mag niet voor de helft of meer uit jokers bestaan: gewone kaarten moeten de overhand hebben.
- Een aas kan gebruikt worden als 1 (aas-twee-drie) of als 20 na de heer (vrouw-heer-aas), maar niet beide tegelijk (heer-aas-twee is niet toegestaan). In het originele spel mag de aas niet gebruikt worden als 1.
- Er mag niet in de eerste ronden uitgelegd worden en niet alles in 1 ronde tegelijk.
- Aansluiters aan setjes mogen worden aangelegd, maar er mag niet geschoven worden met setjes.
- De schoppenvrouw kan alleen gespeeld worden in een setje, niet als weggooikaart om uit te gaan; ook tijdens het spel mag de schoppenvrouw niet weggegooid worden.
- Omdat er met twee stokken gespeeld wordt, zitten er dubbele kaarten in het spel (bijvoorbeeld twee klaverboeren). Dubbele kaarten mogen in setjes van gelijken gebruikt worden.
- Je mag géén kaarten uit setjes op de pot leggen. Als ze op tafel liggen, blijven ze daar.

## Alternatieve regels
- Spelers mogen wel uit gaan in de beurt dat zij hun 30 punten op tafel leggen.
- Een joker mag niet worden ingeruild voor de passende kaart in het setje.
- Spelers moeten "laatste kaart" roepen of kloppen op de tafel wanneer zij nog maar één kaart hebben na het weggooien. Vergeet een speler dit en wordt dit opgemerkt nadat de volgende speler een kaart heeft gepakt, dan krijgt de speler met de laatste kaart een vooraf afgesproken aantal minpunten; of moet een extra kaart rapen wanneer wordt opgemerkt door de tegenspelers dat er niet "laatste kaart" is geroepen of is geklopt.
- Een speler moet ook in de laatste beurt een kaart weggooien. Spelers mogen dus niet hun laatste kaart op tafel leggen in een setje of als aansluiter.
- De schoppenvrouw mag in de laatste beurt wel worden weggegooid.
- De tegenstander mag uit wanneer hij wil (en hoeft niet minimaal 30 punten uit te hebben liggen).
- De 2 wordt als joker gebruikt en de joker kaart doet niet mee.